# Musica rock italiana
La musica rock italiana si riferisce a quel genere musicale rock sviluppatosi in Italia ispirandosi alle sonorità del rock anglosassone diffuso nei primi anni '50 dagli Stati Uniti adattandole alla propria cultura e linguaggio.

## Storia

### Anni '50  - Le origini
Il rock and roll arriva dagli Stati Uniti in Italia nelle seconda metà degli anni 1950 grazie a dischi e a qualche film di successo. Alla fine del decennio, alcuni gruppi adattano in italiano le canzoni rock and roll americane più famose. Già nel 1956 il Quartetto Cetra incise una versione italiana di Rock Around the Clock di Bill Haley, L'orologio matto. A Milano nel 1957 viene indetto il primo “Festival italiano del rock’n’roll”. Tra le band che partecipano ci sono i Rock Boys con Adriano Celentano. Celentano vinse il 13 luglio 1959 il Festival Adriatico della Canzone di Ancona con Il tuo bacio è come un rock e vende 300 000 copie in pochi giorni e fa conoscere a tutti il termine "Rock". Tra i primi cantanti e gruppi ci sono: Ricky Gianco, Ghigo Agosti, Enzo Jannacci, Giorgio Gaber, Little Tony e Bobby Solo.

### Anni '60 e '70
Il primo cantautore italiano di una certa fama fu Piero Ciampi, il cui stile ricordava gli chansonniers francesi. Negli anni '60, gli Stati Uniti e il Regno Unito erano nel pieno del boom del rock psichedelico, che ispirò artisti italiani come Mario Schifano e Le Orme. All'epoca delle rivolte studentesche del 1968 molti giovani italiani cominciarono ad identificarsi con la controcultura. Il risultato fu un afflusso di gruppi rock di ispirazione classica che si inseriscono perfettamente nel movimento internazionale verso il rock progressivo. Tra i gruppi di Rock progressivo italiano si trovano: Banco del Mutuo Soccorso, Celeste, Devil Doll, Goblin, Jacula, Latte e Miele, New Trolls Premiata Forneria Marconi (PFM), Reale Accademia di Musica, Saint Just e Le Orme.
Alcune band come Osanna, Area, Perigeo e Arti & Mestieri hanno fuso il rock progressivo con il jazz, la musica fusion e la world music. YS del Balletto Di Bronzo è uno degli album più dibattuti del prog-rock italiano. Un altro album importante dell'epoca fu Arbeit macht frei degli Area. Gli Area erano guidati da Demetrio Stratos, uno dei cantanti più originali della sua epoca, che registrò album sperimentali interamente dedicati alla voce umana, come Cantare la voce. Lo stesso periodo, i primi anni '70, vide anche l'ascesa di cantanti e cantautori italiani come Lucio Battisti, Fabrizio De André, Franco Battiato, Paolo Conte e Francesco Guccini.
Verso la fine degli anni '70 gli Skiantos, pionieri del punk e del comedy rock italiano, pubblicarono nel 1978 Monotono, che diede il via alla scena punk italiana. Gruppi successivi come The Confusional Quartet e Gaznevada fondevano la new wave e il punk e altre influenze.

### Anni '80

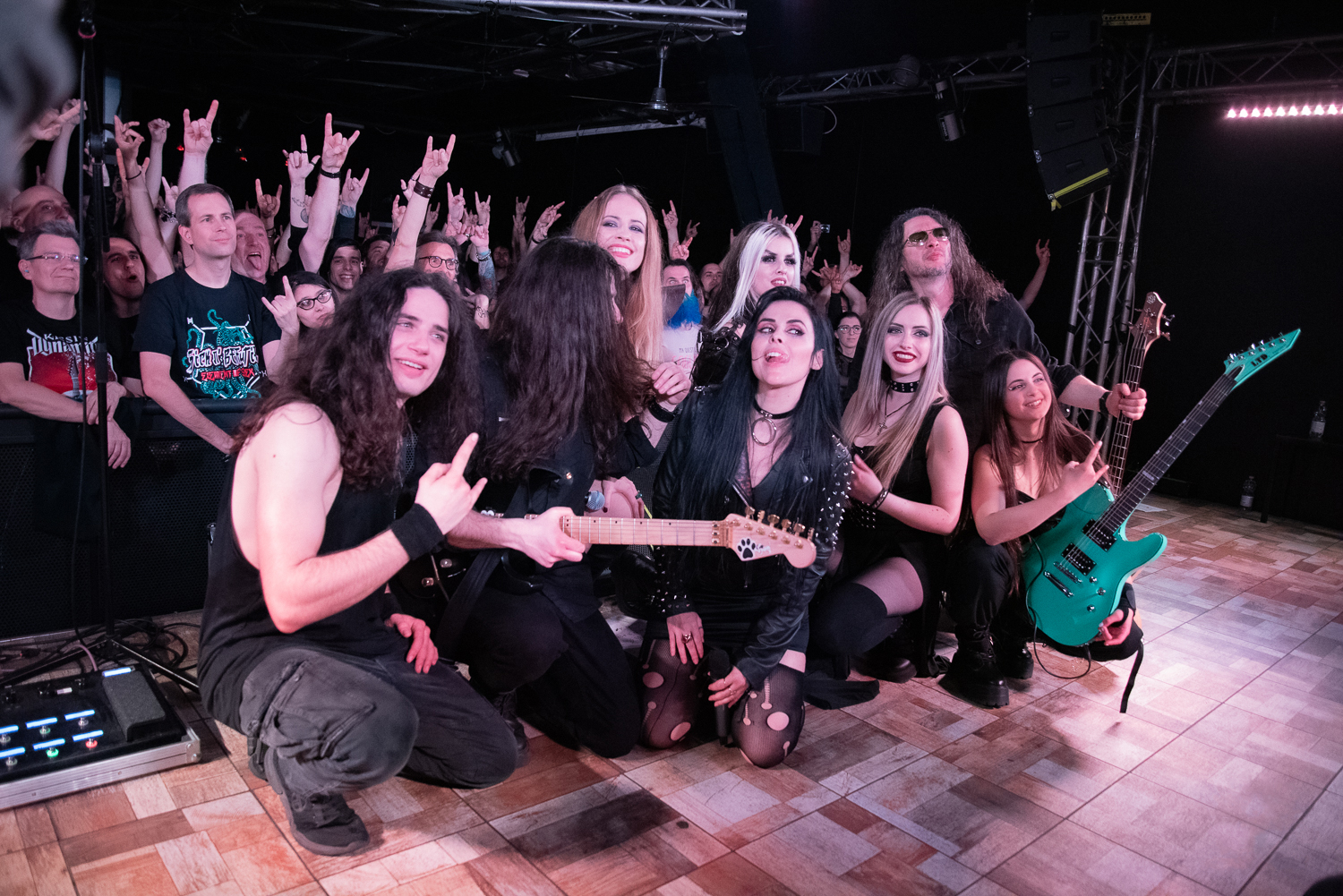
Membri di Frozen Crown, Nocturna e Volturian dopo un concerto condiviso.

Negli anni '80, l'Italia vantava una delle scene new wave, hardcore e thrash metal più vivaci. Verso la fine degli anni '80 apparvero gruppi heavy metal più estremi. Tra questi rientrano: Afterhours, Ataraxia, CCCP Fedeli alla linea, Diaframma, Kirlian Camera, Litfiba, Monumentum, Necrodeath, Negazione, Opera IX, Raw Power, Vanadium, Vasco Rossi, White Skull.

### Anni '90
Negli anni 1990,  i gruppi italiani d'avanguardia rock alternativo e metal hanno acquisito notorietà internazionale, almeno tra la critica. In generale, il modello sonoro era un mix di Big Black, Sonic Youth e Fugazi, mentre le tematiche coniavano una sorta di neo-esistenzialismo, molto interessato agli psicodrammi dei ragazzi comuni. L'Italia, patria della musica melodica, si è rivelata uno dei maggiori centri internazionali del post-rock. Gianna Nannini negli anni '70, '80 e '90 è stata la prima rocker italiana ad ottenere un vero successo popolare all'estero. Zucchero, Eros Ramazzotti e Jovanotti (in seguito: Nek e Laura Pausini) sono diventati grandi nomi del pop internazionale tra la fine degli anni '80 e gli anni '90.
Altri artisti emersi negli anni '90 e oltre includono: Almamegretta, Bluvertigo, Elio e le Storie Tese, Elisa, Le Vibrazioni, Luciano Ligabue, Måneskin, Negramaro, Negrita, Planet Funk, Subsonica e Tiromancino.